# デセン
デセン(Decene)は、C10H20という分子式を持つアルケンである。デセンは、10個の炭素原子と1つの二重結合を含み、二重結合の配置と幾何により、多くの異性体が存在する。1-デセンは、工業的に重要な唯一の異性体である。これはα-オレフィンであり、共重合体の単量体やエポキシド、アミン、オキソアルコール、合成潤滑油、合成脂肪酸、アルキル化芳香族化合物の製造の中間体となる。
1-デセンの工業的な製法は、チーグラー・ナッタ触媒によるエチレンのオリゴ化または石油化学ワックスの接触分解である。
1-デセンは、ツワブキ(Farfugium japonicum)の葉や根茎から単離される。また、n-デカンの微生物分解における最初の生成物として検出される。